# Militärflugplatz Brétigny-sur-Orge

i7
i11
i13
Die Base aérienne 217 Brétigny-sur-Orge (B.A. 217) war ein Militärflugplatz der französischen Luftstreitkräfte (Armée de l’air). Die Basis liegt in der Region Île-de-France im Département Essonne auf dem Gebiet mehrerer Gemeinden im Osten von Brétigny-sur-Orge, etwa 25 Kilometer südlich von Paris. Sie wurde am 26. Juni 2012 geschlossen.

## Geschichte
Während der deutschen Besetzung Frankreichs durch die deutsche Wehrmacht nutzte die Luftwaffe die Basis als Fliegerhorst. Hier lagen ab November 1940 hauptsächlich Ju 88 und 1944 auch Ju 188 Kampfflugzeuge verschiedener Geschwader. Hierzu gehörten die III. Gruppe des Kampfgeschwaders 51 (III./KG 51), II. Gruppe des Kampfgeschwaders 54 (II./KG 54), IV. Gruppe des Kampfgeschwaders 30 (IV./KG 30) und Stab,I., II. und IV. Gruppe des Kampfgeschwaders 6 (S., I., II. und IV./KG 6), die hauptsächlich für Bombenangriffe auf England eingesetzt wurden.
Im Anschluss an die geglückte alliierten Invasion in der Normandie kamen im August 1944 noch Bf 109G der III. Gruppe des Jagdgeschwaders 1 (III./JG 1) hinzu.
Nach der Befreiung Frankreichs durch die Alliierten nutzte die Ninth Air Force der United States Army Air Forces (USAAF) Airfield A.48, so die alliierter Codebezeichnung der Basis, ab Ende August 1944 weiter. Zwischen Ende August 1944 und Anfang Februar 1945 lagen hier erneut zweimotorige Bomber, zunächst des Typs Douglas A-20 Havoc und ab November 1944 Douglas A-26 Invader. An ihrer Stelle war Brétigny in den folgenden viereinhalb Monaten ein Douglas  DC-3/C-47 Stützpunkt. Sie schleppten unter anderem Lastensegler im Rahmen der Operation Varsity am Niederrhein.
Nach dem Krieg wurde die Basis zu einer vollwertigen jettauglichen NATO-Basis ausgebaut. Sie beherbergte in den Jahrzehnten nach dem Krieg zwischen 1945 und 2001 das Flugversuchszentrum Centre d'essais en vol de Brétigny-sur-Orge und zwischen 1946 und 1962 auch die Testpilotenschule École du personnel navigant d'essais et de réception (EPNER).

## Heutige Nutzung
Nach der Schließung der Luftwaffenbasis wurden 300 Hektar an die Kommunen zur Konversion in gewerbliche Nutzungen abgegeben während der Rest weiterhin militärisch als Biomedizinisches Forschungsinstitut der Streitkräfte unterhält. Des Weiteren finden auf dem Gelände Konzerte statt.